# Мануель (Іспанія)
Мануе́ль (валенс. Manuel, ісп. Manuel) — муніципалітет в Іспанії, у складі автономної спільноти Валенсія, у провінції Валенсія. Населення — 2627 осіб (2010).

## Географія
Муніципалітет розташований на відстані близько 310 км на південний схід від Мадрида, 47 км на південь від Валенсії.

## Демографія
Динаміка населення (INE ):

## Галерея

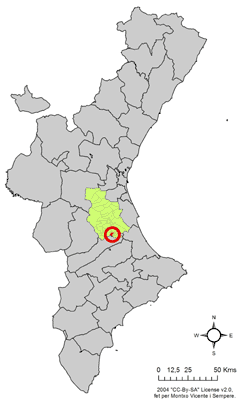
На карті Валенсії
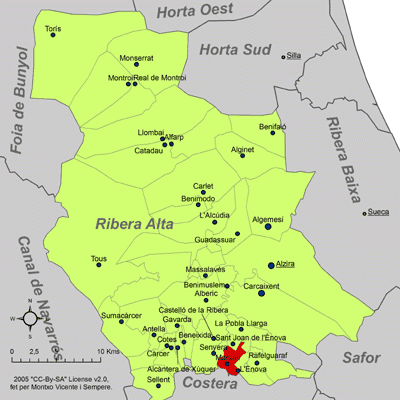
На карті комарки Рібера-Альта
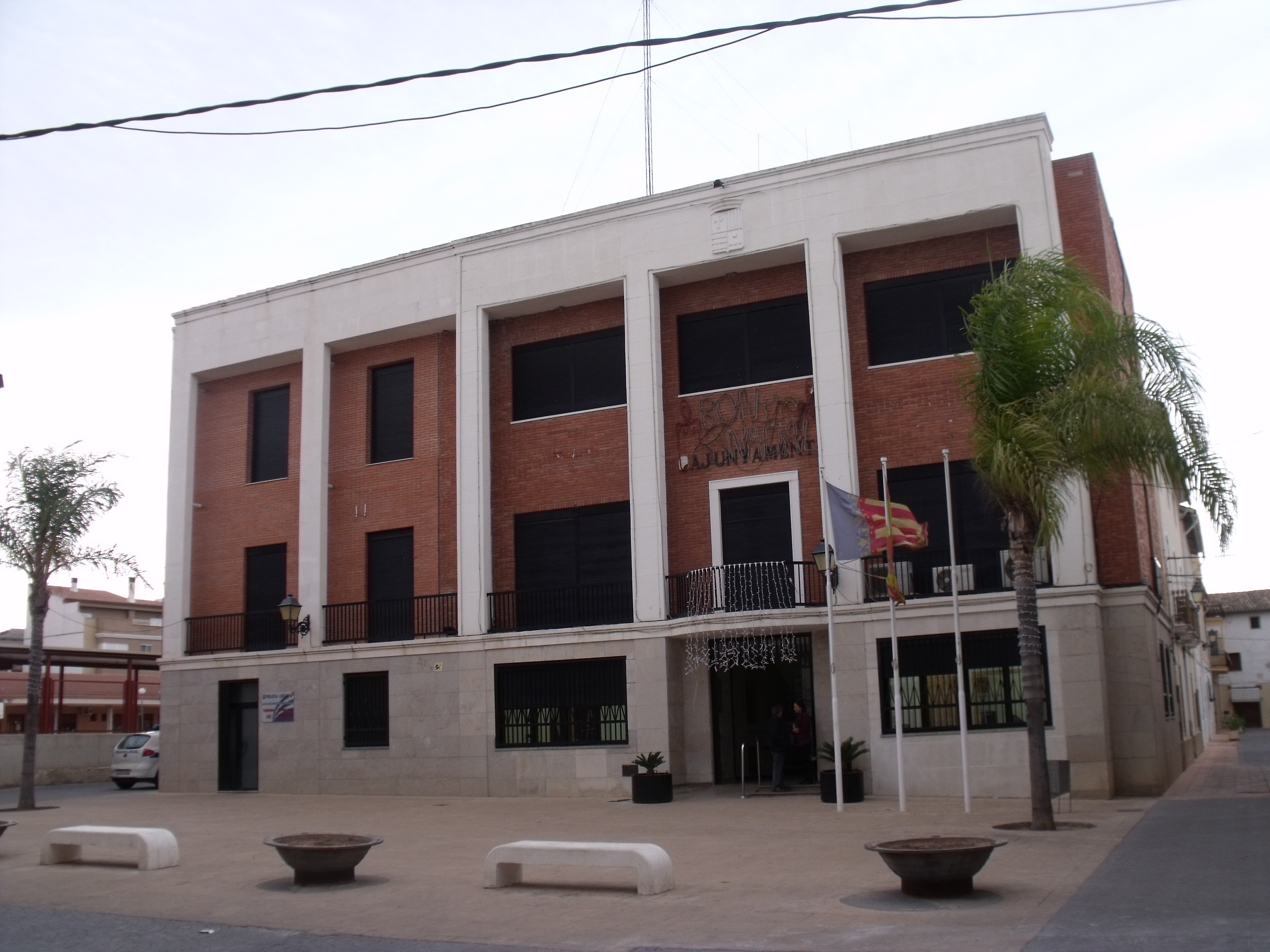
Ратуша
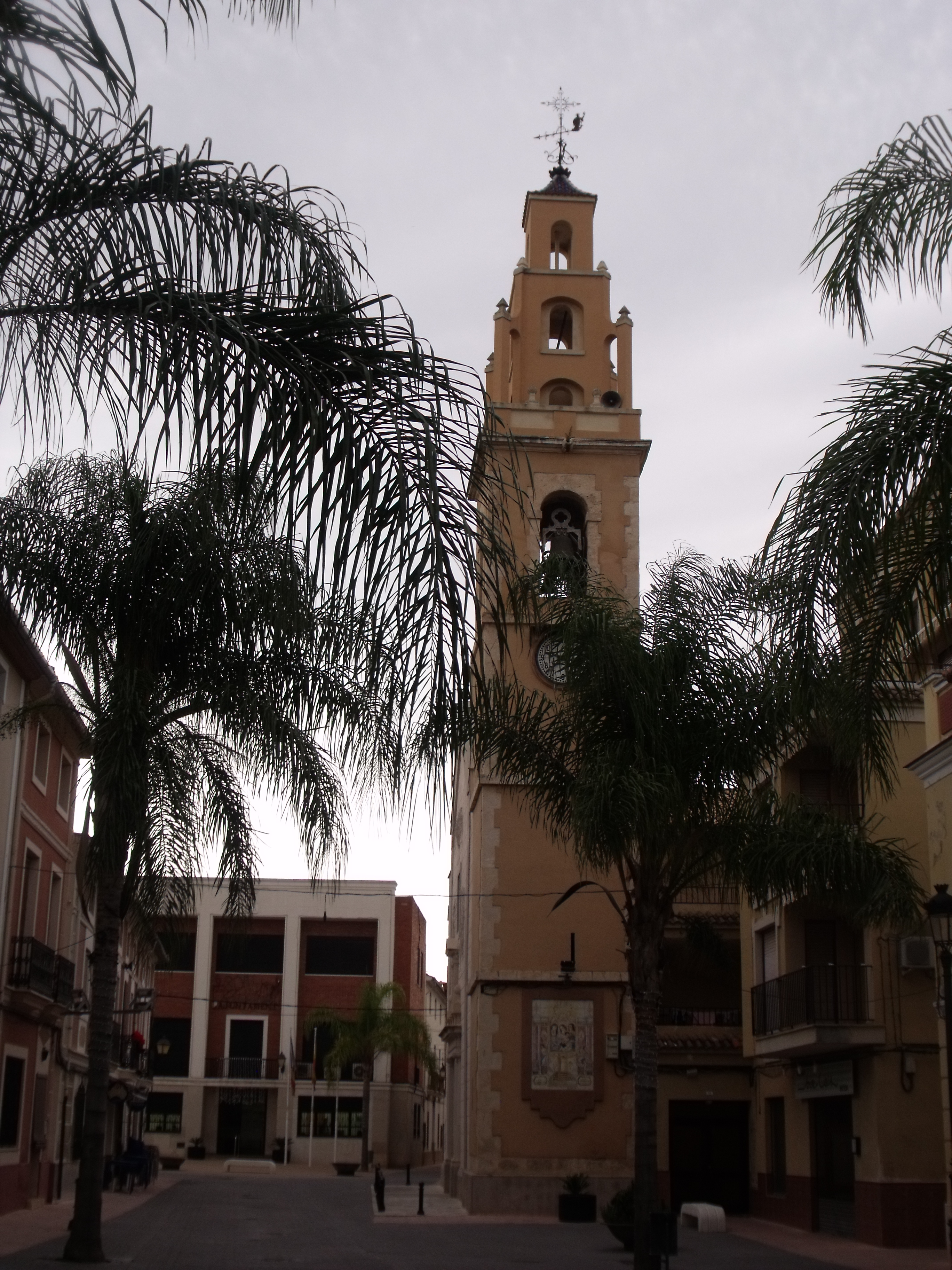
Церква св. Марії
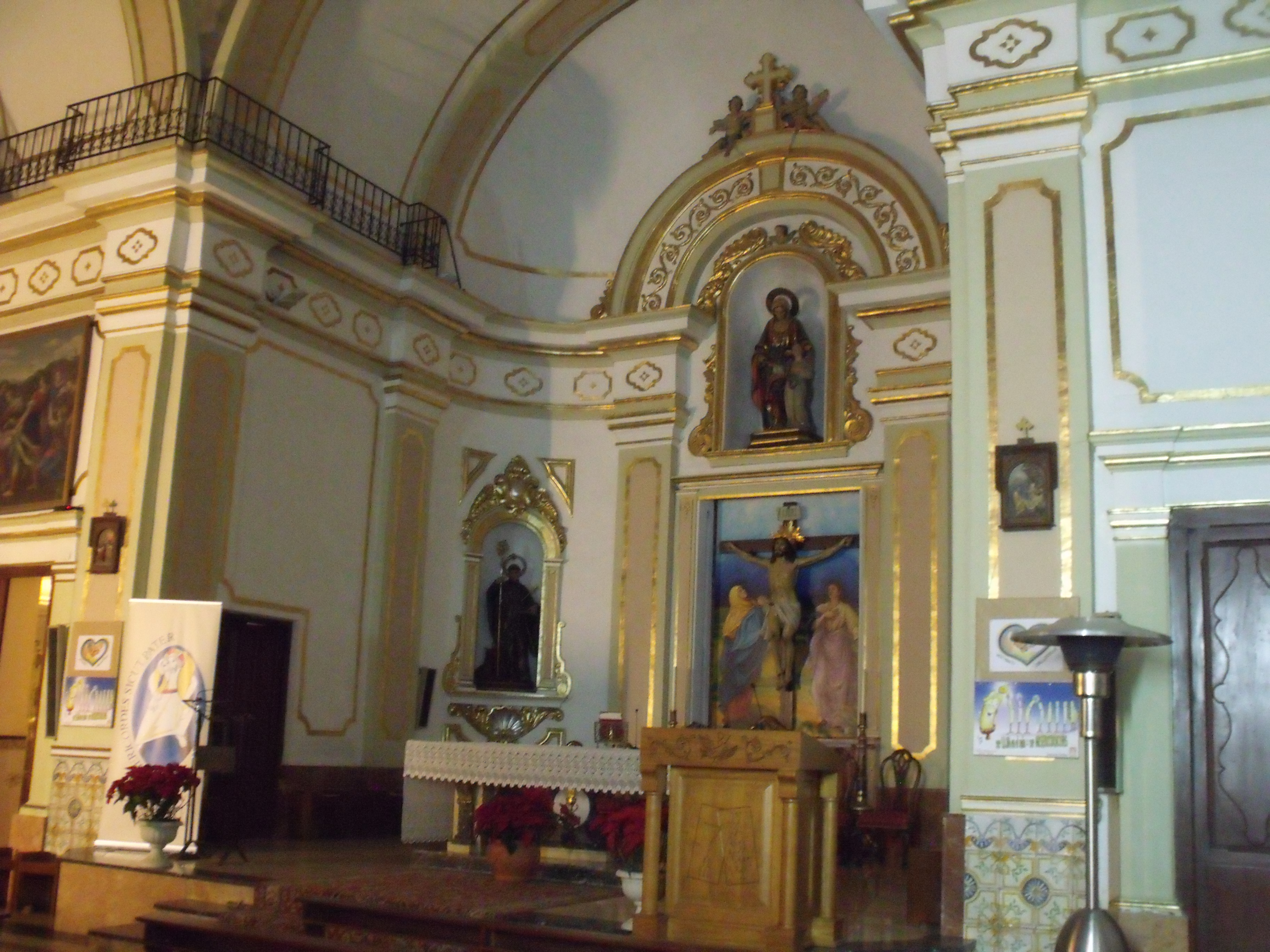
Церква св. Марії